# Xenia Francesca Palazzo
Xenia Francesca Palazzo (Palermo, 29 aprile 1998) è una nuotatrice paralimpica italiana. Ha partecipato ai Giochi Paralimpici di Rio de Janeiro 2016,  Tokyo 2020 e Parigi 2024 conquistando nelle ultime due edizioni 2 ori, 1 argento e 3 bronzi. Detiene inoltre il Record del Mondo nella staffetta 4x100 stile libero mista P34 stabilito a Parigi 2024 con Simone Barlaam,  Giulia Terzi e Stefano Raimondi. 

## Biografia
Figlia di madre russa e padre italiano, è nata con un'encefalopatia ipossico-ischemica che le ha causato una mancata distribuzione d'ossigeno e sangue al cervello a causa della coagulazione intravascolare disseminata, seguita da un'emorragia cerebrale incompatibile con la vita, che l'ha resa tetraplegica principalmente sul lato sinistro del suo corpo con decifit di forza generale. Vive a Verona da fine maggio del 2008 ed è sorella di Misha Palazzo, anch'egli nuotatore paralimpico presente alle Paralimpiadi di Tokyo. 
Partecipa dal febbraio 2015 a progetti con scuole e convegni medici e alla campagna di sensibilizzazione alla donazione del sangue con ASFA; sostiene progetti per i giovani con disabilità (Il Sorriso di Mavi Onlus) e altri eventi raccontando la sua storia per cercare di aiutare, con il suo esempio, tanti ragazzi ad avere i loro obiettivi, sogni e a raggiungerli passo dopo passo con tanta tenacia e determinazione.
Il 4 febbraio 2021 è entrata a far parte del Gruppo Sportivo Fiamme Azzurre della Polizia Penitenziaria come atleta. Il 23 marzo 2022 si è laureata in Lingue e culture europee e del resto del mondo presso la facoltà di lettere all'Università E-Campus, e il successivo 1º aprile ha ricevuto a Roma la laurea honoris causa in Teoria e Metodologia dell'Allenamento dall'Università Svizzera ISFOA. Il 5 giugno 2023, dopo aver vinto il primo concorso per atleti paralimpici il 12 maggio dello stesso anno, entra ufficialmente nel corpo della Polizia Penitenziaria.
Nel giugno 2023 una testimonianza sulla sua vita viene raccolta nel libro Il talento incontra l’occasione, scritto da Massimiliano Martino.

## Carriera
Debutta in nazionale maggiore nel corso della tappa di Coppa del Mondo a Sheffield, in Gran Bretagna, nell'aprile 2013. Dopo alcune gare in Italia e all'estero si qualifica ai Mondiali IPC di Montreal, dove ha raggiunto la finale nei 200 stile libero a soli 15 anni e 4 mesi: in questo modo è divenuta la prima atleta italiana della sua categoria della storia a qualificarsi a una finale mondiale. Nel 2014 ha ottenuto in vasca corta a Fabriano il record mondiale negli 800 metri stile libero e quello europeo nei 200 metri farfalla. Ad agosto, ai campionati europei di Eindhoven, ha disputato tre finali su quattro gare: termina al settimo posto i 200 metri stile libero ed all'ottavo i 100 metri dorso e i 100 metri rana. Una settimana dopo agli Europei INAS a Liberec ha vinto sei medaglie d'oro: 800 m stile libero (con record mondiale in vasca lunga), 200 m stile libero, 400 m stile libero, 200 m misti, 400 m misti e 200 m farfalla; inoltre si è aggiudicata tre medaglie d'argento (50 m delfino, 50 m e 100 m stile libero) e il bronzo nei 50 m rana.
Ha esordito ai XV Giochi paralimpici estivi di Rio de Janeiro nel 2016 in due finali: 200 metri stile libero e 100 metri dorso. Nel 2018 ai campionati europei di Dublino ha vinto due medaglie d'oro - rispettivamente nei 200 metri misti e 400 metri stile libero - e due medaglie d'argento, nei 50 e nei 100 metri stile libero. L'anno successivo partecipa ai mondiali di Londra, dove ha ottenuto l'argento nei 400 metri stile libero, classificandosi dunque davanti alla plurimedagliata statunitense Jessica Long, arrivata terza.
A maggio 2021 agli Europei Open di Funchal, Portogallo, ha vinto tre medaglie d'oro rispettivamente nei 100 stile libero, 400 stile libero e staffetta femminile 4×100 stile libero P34, due medaglie d'argento nei 50 stile libero e 200 misti e due medaglie di bronzo nei 100 dorso e staffetta femminile 4×100 mista P34.
Ha partecipato ai XVI Giochi paralimpici estivi di Tokyo, dove ha vinto un oro nella staffetta 4x100 m stile libero femminile 34 punti, un argento nei 200 metri misti SM8 e due bronzi, rispettivamente nei 400 metri stile libero e nei 50 metri stile libero S8.
A giugno 2022, ai campionati mondiali di Funchal ha vinto quattro medaglie d'oro, nei 100 metri stile libero S8, nei 100 metri dorso S8, nei 200 metri misti SM8 e nella 4×100 m stile libero mista (siglando in questa occasione, con i compagni di squadra, anche il record del mondo). Nella stessa rassegna conquista anche due argenti, nei 50 e nei 400 metri stile libero S8. Nel 2023 invece, ai campionati mondiali di Manchester, ha vinto due ori (400 metri stile libero S8 e staffetta 4×100 stile libero mista), tre argenti (100 metri stile libero, 100 metri dorso e staffetta 4x100 m mista) ed un bronzo nei 200 metri misti SM8.
Inizia il 2024 partecipando ai campionati europei di Funchal, chiusi con due ori e quattro argenti, mentre alle Paralimpiadi di Parigi conquista per la seconda edizione consecutiva la medaglia di bronzo nei 400 metri stile libero e contribuisce alla vittoria della medaglia d'oro nella staffetta 4x100 metri stile libero mista (in 4'01"54, nuovo Record del Mondo di specialità).

## Palmarès
Categorie S8, SB8, SM8
- Giochi Paralimpici

Tokyo 2020: oro nella 4x100 sl (34 pti.), argento nei 200m misti SM8, bronzo nei 50m sl S8 e nei 400m sl S8.
Parigi 2024: oro nella 4x100m sl mista (34 pti.), bronzo nei 400m sl S8.
- Campionati mondiali IPC

Londra 2019: argento nei 400m sl S8.
Funchal 2022: oro nei 100m dorso S8, nei 100m sl S8, nei 200m misti SM8 e nella 4x100m sl mista (34 pti.), argento nei 50m sl S8 e nei 400m sl S8.
Manchester 2023: oro nei 400m sl S8 e nella 4x100m sl mista (34 pti.), argento nei 100m sl S8, nei 100m dorso S8 e nella 4x100m mista mista (34 pti.), bronzo nei 200m misti SM8.
- Campionati europei IPC

Dublino 2018: oro nei 400m sl S8 e nei 200m misti SM8, argento nei 50m sl S8 e nei 100m sl S8.
Funchal 2021: oro nei 100m sl S8, nei 400m sl S8 e nella 4x100m sl (34 pti.), argento nei 50m sl S8 e nei 200m misti SM8, bronzo nei 100m dorso S8.
Funchal 2024: oro nei 400m sl S8 e nella 4x100m sl (34 pti.), argento nei 50m sl S8, nei 100m dorso S8, nei 200m misti SM8 e nella 4x100m mista (34 pti.).

## Riconoscimenti
- Gazzetta Sports Awards: 1

Atleta paralimpica dell'anno: 2022

## Onorificenze
- Roma, 22 dicembre 2023, Collare d'oro al merito sportivo 2023 "Campionessa mondiale 400 stile libero e staffetta 4x100 mista stile libero P34 "
- Roma, 16 dicembre 2024, Collare d'oro al merito sportivo 2024 "Campionessa paralimpica 4×100 stile libero mista P34 "